# Una educación estética en la era de la globalización
Una educación estética en la era de la globalización (en inglés An aesthetic education in the era of globalization, 2012) es un libro de Gayatri Chakravorty Spivak en el que reflexiona sobre la importancia de las artes y de las humanidades frente a las dificultades propias que impone el capitalismo de la mano con la globalización. Frente a un mundo globalizado, la autora muestra su práctica pedagógica desde su perspectiva poscolonial y como una apuesta necesaria para logar hacer posible un mundo justo y democrático. Fue publicado en español en el año de 2017, por Siglo Veintiuno Editores.
Los estudios poscoloniales son un conjunto de corrientes teóricas y analíticas, relacionados con los estudios culturales, tienen como objetivo dar prioridad a la reflexión teórica y a la práctica política relacionadas con las desigualdades que se han constituido a través de la historia por medio de las prácticas colonialistas, y las relaciones entre Norte y Sur dadas en el mundo contemporáneo. Gayatri Spivak es una de las autoras más importantes de los estudios poscoloniales, junto con Edward Said y Homi K. Bhabha. Además del poscolonialismo, el pensamiento de Spivak está relacionado con el feminismo, el marxismo y la deconstrucción de herencia derridariana, por lo que sus investigaciones están relacionadas con la doble colonización que experimentan las mujeres por ser mujeres y por no ser blancas.

## Sinopsis
En el libro, Spivak reflexiona sobre la importancia de las humanidades y las artes en el contexto del capitalismo y la globalización. El título del libro hace alusión al texto clásico del filósofo alemán Friedrich Schiller, Cartas sobre la educación estética del hombre. Discute sobre la pedagogía y la enseñanza desde el punto de vista poscolonial. También retoma temas que trata en textos anteriores, como la subalternidad y la imposibilidad de traducir de manera justa otras lenguas.

## Temas

### Subalternidad
El conocimiento no es neutral ni inocente. El conocimiento occidental responde a intereses económicos e intereses sociales y políticos, por lo que el conocimiento no se distingue de cualquier otra mercancía, sino que se exporta de Occidente a otras partes del mundo, y sobre otras partes del mundo, presentándose como objetivo. En ¿Puede hablar un subalterno? 
La “violación epistémica” no es perpetrada exclusivamente por Europa; Spivak sugiere que hay una complicidad entre la élite nativa en los territorios antes colonizados y los principios del imperialismo. Es decir, la hegemonía nacionalista impulsa una colonización interna, en la cual los intelectuales juegan un rol protagónico. 

### Traducción
Entre las preocupaciones de Spivak está el fenómeno de la traducción. En el texto sugiere que hay un riesgo en sacrificar la riqueza de las lenguas en nombre de la comunicación, global, señalando que “Incluso una buena globalización (el sueño fallido del socialismo) requiere la uniformidad que la diversidad de lenguas maternas debe desafiar”.

### Feminismo
Para Spivak, la globalización produce categorías monolíticas que eliminan las diferencias, haciendo que pierdan importancia y se minimicen las diversidades sexuales y de género. En su libro mantiene una posición feminista con respecto a la cultura. Por otro lado, también realiza una crítica del feminismo occidental y académico contemporáneo, pues las mujeres subalternas carecen de medios y agencia para realizar cambios, por lo que "el feminismo mismo debe, a través de una educación en humanidades, crear solucionadores de problemas capaces de navegar los dilemas éticos y los canales siempre cambiantes de nacionalismo, desarrollo económico y estructura de clases."